# Уманська вулиця (Труханів острів)
У́манська ву́лиця — зникла вулиця міста Києва, що існувала в робітничому селищі на Трухановому острові. Пролягала від Харківської вулиці до кінця забудови поблизу Матвіївської затоки.
Прилучалися Чигиринська та Полтавська вулиці.

## Історія
Виникла 1907 року під час розпланування селища на Трухановому острові під назвою Уманський провулок. У списку вулиць 1940 року та на карті 1943 року позначений як Уманська вулиця. Восени 1943 року при відступі з Києва німецькі окупанти спалили селище на острові, тоді ж припинила існування вся вулична мережа включно з Уманським провулком.